# Alkohollagen
Alkohollag (2010:1622) är en svensk lag som gäller tillverkning, marknadsföring och införsel av alkoholdrycker och handel med sådana varor, tillverkning av sprit samt handel med alkoholhaltiga preparat. Med sprit avses en vätska som framställts genom destillering eller annan kemisk process och som innehåller alkohol.
Sedan 29 maj 2019 gäller lagen även alkoholdrycksliknande preparat.

## Definitioner
Med alkohol avses etylalkohol. Med alkoholdryck avses en dryck som innehåller alkohol i en koncentration av mer än 2,25 volymprocent. Med vin avses en alkoholdryck som framställts genom jäsning av druvor eller druvsaft. Till vin ska även sådant vin som i framställningen har tillsatt sprit framställd av vinprodukter även räknas som vin och har en alkoholhalt som inte överstiger 22 volymprocent. Med öl avses en dryck som framställts genom jäsning med torkat eller rostat malt som huvudsakligt extraktgivande ämne. Öl med en alkoholhalt som överstiger 2,25 men inte 3,5 volymprocent benämns folköl och öl. Enligt svensk lag får 2,25 volymprocentiga drycker säljas till personer under 20 år men över 18 år i livsmedelsbutiker. En öl med en alkoholhalt som överstiger 3,5 volymprocent benämns starköl.
Med denaturering avses ett förfarande varigenom ett eller flera ämnen sätts till sprit, eller en vara som innehåller sprit, för att göra spriten eller varan otjänlig för förtäring.

## Tillverkning
Sprit och spritdrycker får tillverkas endast av den som har godkänts som upplagshavare för sådana varor. Apparat som uppenbarligen är ägnad för tillverkning av sprit, destillationsapparat och del till sådan apparat får endast tillverkas för, överlåtas till eller innehas av den som har tillstånd enligt alkohollagen att tillverka sprit eller spritdrycker.

## Försäljning och servering
Alkoholdrycker får inte säljas eller annars lämnas ut till den som inte har fyllt 20 år. Beträffande folköl gäller motsvarande den som inte har fyllt 18 år. Servering av alkoholdrycker får ske till den som har fyllt 18 år. Servering av alkohol utan erforderligt tillstånd har i visst fall bedömts som ringa gärning enligt 10 kap. 8 § (gamla) alkohollagen av HD.